# منتخب بيرو لكرة الطائرة للرجال
منتخب بيرو الوطني لكرة الطائرة للرجال (بالإسبانية: Selección masculina de voleibol del Perú)‏ هو ممثل بيرو الرسمي في المنافسات الدولية في كرة طائرة في فئة كرة الطائرة للرجال.